# 第2親衛自動車化狙撃師団 (ロシア陸軍)
第2親衛自動車化狙撃師団（だい2しんえいじどうしゃかそげきしだん、ロシア語: 2-я гвардейская мотострелковая дивизия）は、ロシア陸軍の師団。第1親衛戦車軍隷下。
ロシア連邦軍の精鋭部隊として知られる。

## 歴史

### 第二次世界大戦

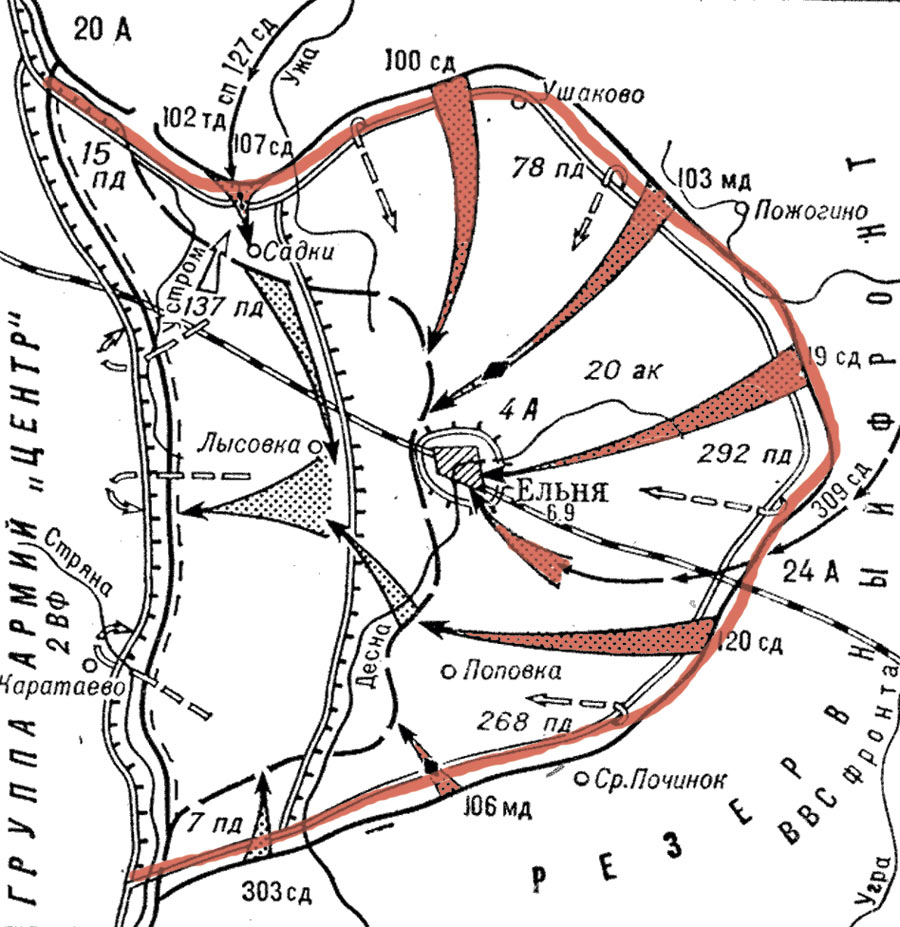
スモレンスクの戦いの配置図

1940年7月8日、第二次世界大戦の影響に伴い、赤軍第127狙撃師団としてウクライナ・ソビエト社会主義共和国ハリコフ州で創設された。
1941年7月から独ソ戦に投入され、枢軸国に勝利し、赤旗勲章、2等スヴォーロフ勲章、名誉称号「親衛隊」、「タマン」を授与されて、第2親衛狙撃師団に改称された。
1945年9月、ロシア・ソビエト連邦社会主義共和国モスクワ州に移駐した。
1946年7月、名誉称号「ミハイル・カリーニン」を授与された。

### 冷戦期

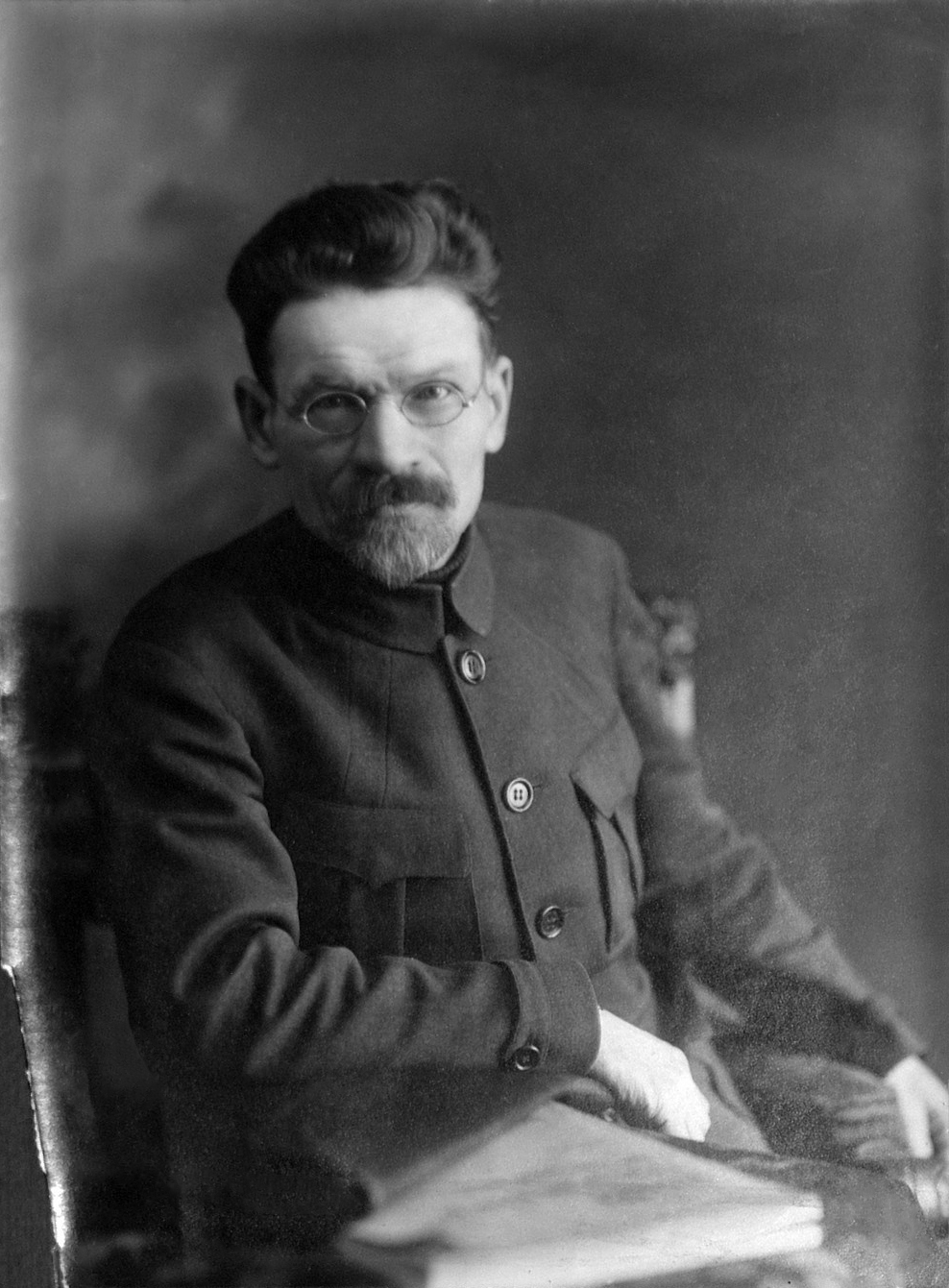
ミハイル・カリーニン

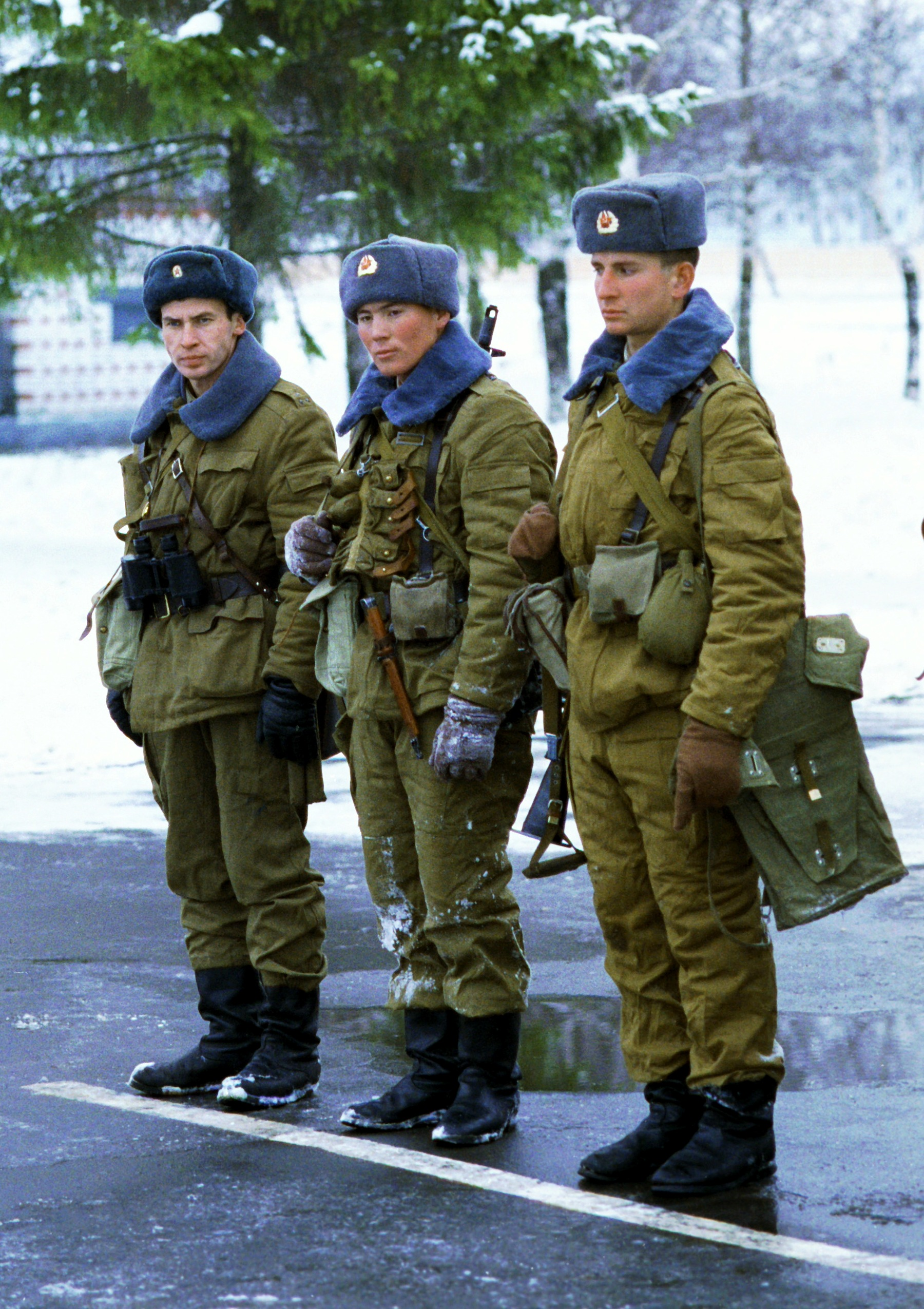
ソ連軍時代の団員

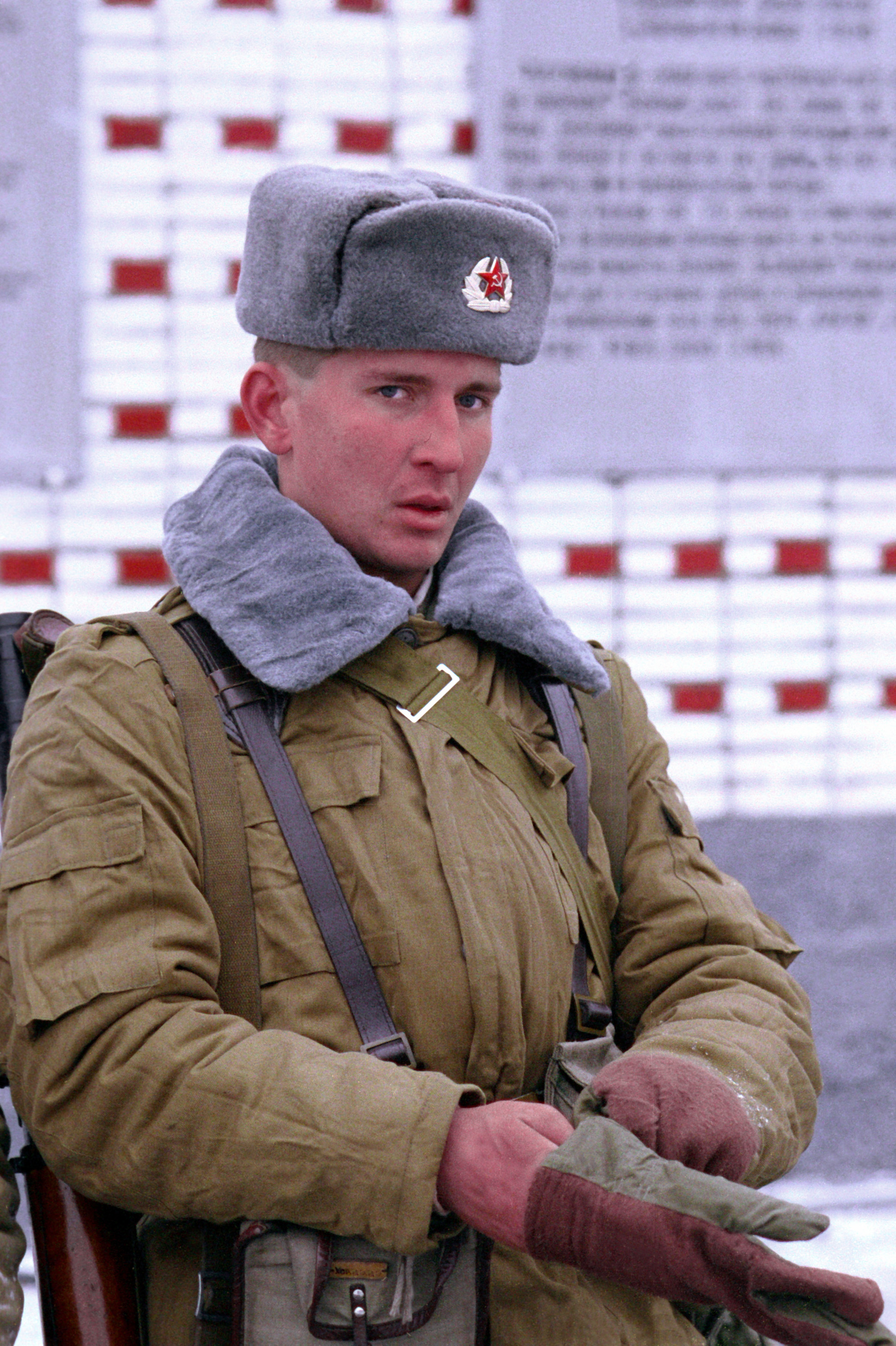
ソ連軍時代の団員

1953年12月、機械化に伴い、第23親衛機械化師団に改編された。
1957年6月、歩兵部隊化に伴い、第23親衛自動車化狙撃師団に改編された。
1964年11月、師団番号返還に伴い、第2親衛自動車化狙撃師団に改称された。
1983年6月、第404親衛自動車化狙撃連隊が独立して第27独立親衛自動車化狙撃旅団に改編された。
1985年4月、十月革命勲章を授与された。
1991年8月、ソ連8月クーデターに治安出動した。

### ロシア
1992年5月、ソビエト連邦の崩壊とロシアの独立で創設されたロシア陸軍に編入した。
1993年9月、10月政変に治安出動した。
1999年12月、第二次チェチェン紛争に投入された。
2009年6月、部隊縮小に伴い、第5独立親衛自動車化狙撃旅団に改編された。
2013年5月、部隊増強に伴い、第2親衛自動車化狙撃師団に改編された。

### ロシアのウクライナ侵攻

#### 北部・チェルニーヒウ戦線
2022年2月24日、ロシアのウクライナ侵攻でロシア・ブリャンスク州に配備され、北部チェルニーヒウ州で攻勢を開始した。団員は侵攻直前まで司令部からは演習と聞かされており、国境を越えてすぐに戦車がジャベリンとバイラクタルで撃破されたため、最寄りの集落まで徒歩で進撃したが、孤立した1個小隊がまるごと投降するなど苦戦し、25日に第1親衛戦車連隊のドミトリー・ゴロセンコ副連隊長が戦死した。3月にはチェルニーヒウの戦いの功績で中央軍管区のアレクサンドル・ラパン司令官が前線に赴いて息子である第1親衛戦車連隊のデニス・ラパン連隊長や団員に勲章を授与したが、チェルニーヒウ包囲に失敗して撃退された。

#### 北部・スームィ戦線
2022年3月、北部スームィ州スームィ地区に再配置され、第1親衛戦車軍の撤退支援で殿を勤めて大損害を受けた。ウラジーミル・プーチン大統領は兵役中の徴集兵は前線に投入されないと明言していたが、徴集兵も前線に投入されて戦死していたことが判明した。

#### 北東部・イジューム戦線
2022年4月、北東部ハルキウ州イジューム地区に再配置されて攻勢を開始したが、第1親衛自動車化狙撃連隊のデニス・メジュエフ連隊長、第136独立親衛情報大隊のワレンチン・クズミン大隊長が戦死した。7月に第1親衛自動車化狙撃連隊のアレクサンドル・アナニチェフ新連隊長が戦死し、9月にはウクライナ軍が攻勢を開始し、ハルキウ州の大部分を解放された。

#### 東部・スヴァトヴェ-クレミンナ戦線
2022年10月、東部ルハーンシク州スヴァトヴェ地区に再配置され、兵員を9月下旬に発表されたばかりの動員兵で充足して再編されたが、第1親衛自動車化狙撃連隊は損害で部隊に将校がいなくなったため、年長の兵士が新兵訓練を担当し、第15親衛自動車化狙撃連隊は動員兵が新兵訓練を受けずに前線送りとなり、陣地から逃亡するなど侵攻時は精鋭部隊だったが作戦能力が大幅に低下した。

#### 北東部・ハルキウ戦線
2024年5月、第1親衛自動車化狙撃連隊がロシア・ベルゴロド州に再配置され、第18親衛自動車化狙撃師団隷下の第11戦車連隊、第47戦車師団隷下の第153戦車連隊、第272親衛自動車化狙撃連隊と共に攻勢を開始し、北東部ハルキウ州チュフイウ地区に展開したが、8月までに東部ルハーンシク州スヴァトヴェ地区に退却した。9月に第1連隊団員がスヴァトヴェの戦闘で行方不明になったとして特別軍事作戦の行方不明者捜索コミュニティに捜索願が投稿された。

## ギャラリー

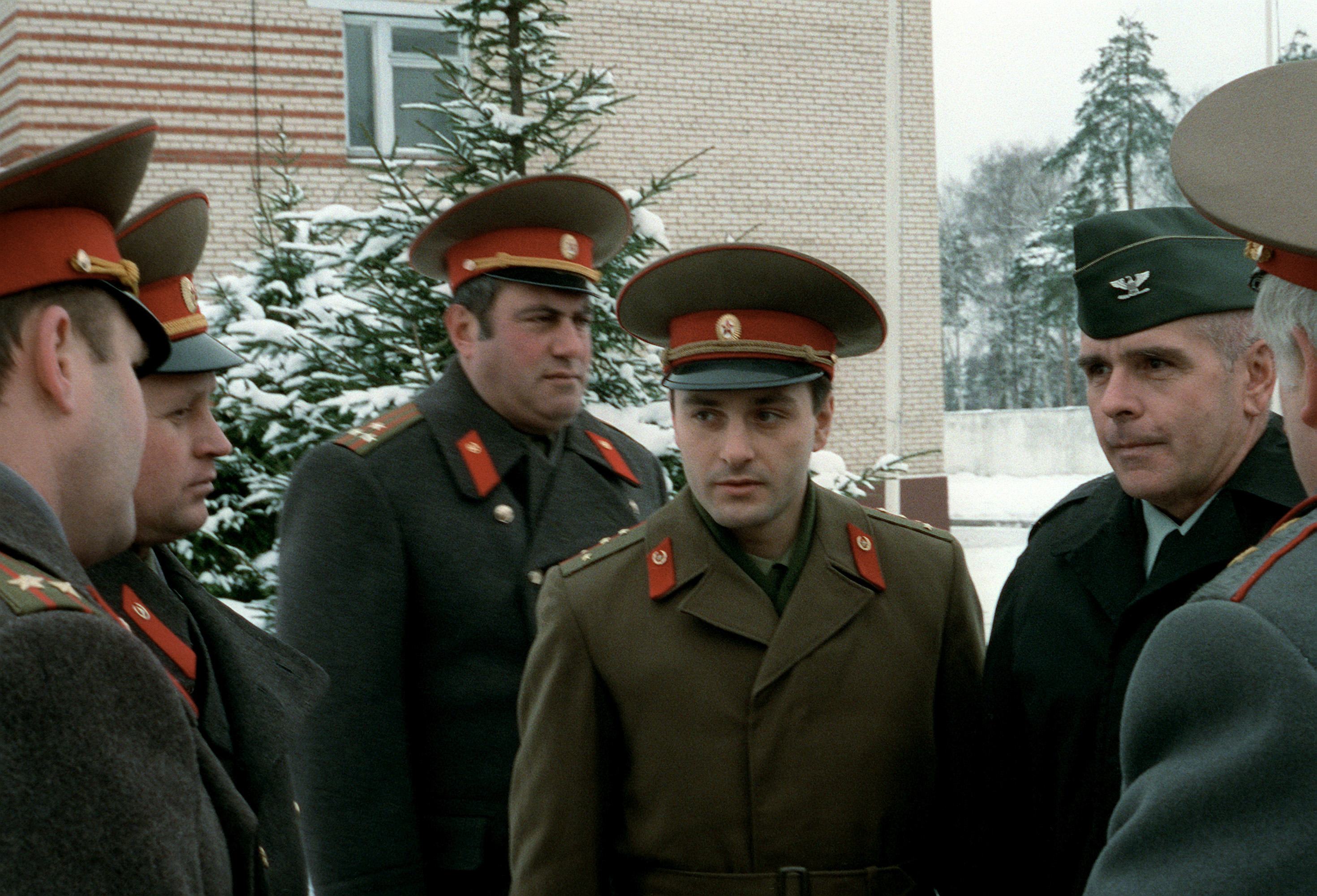
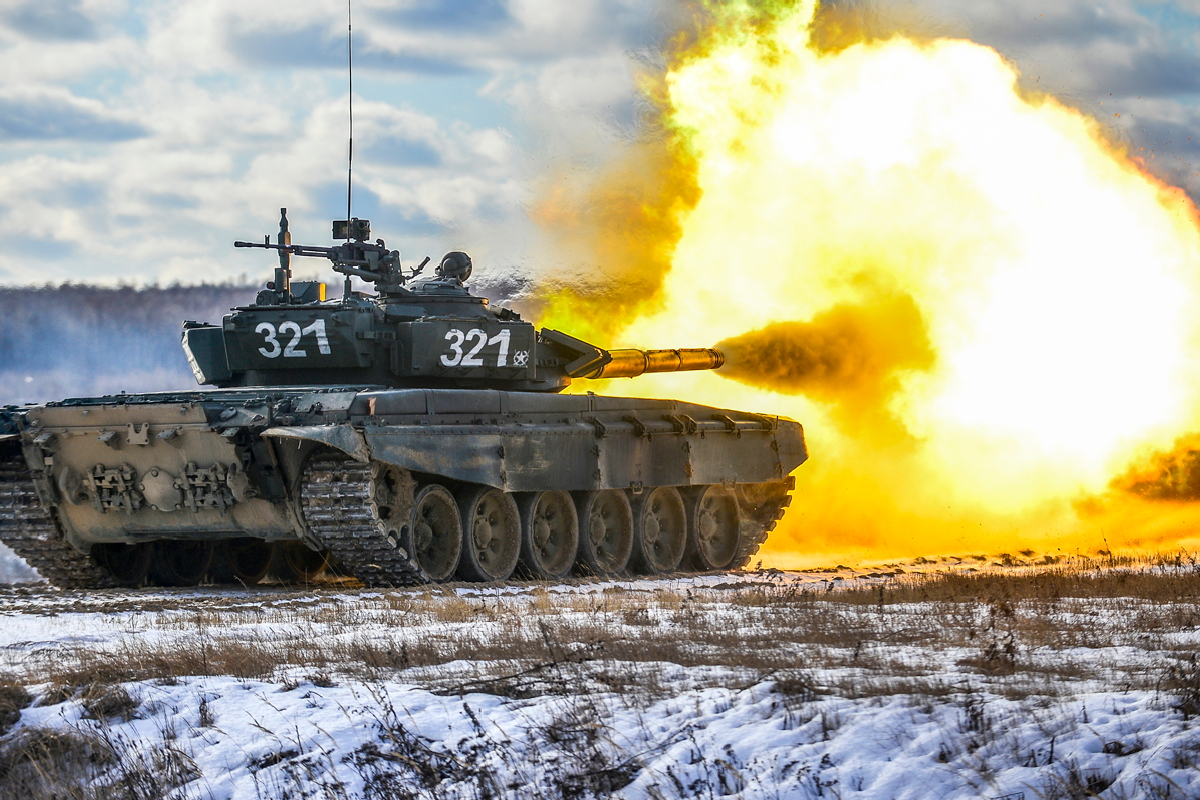
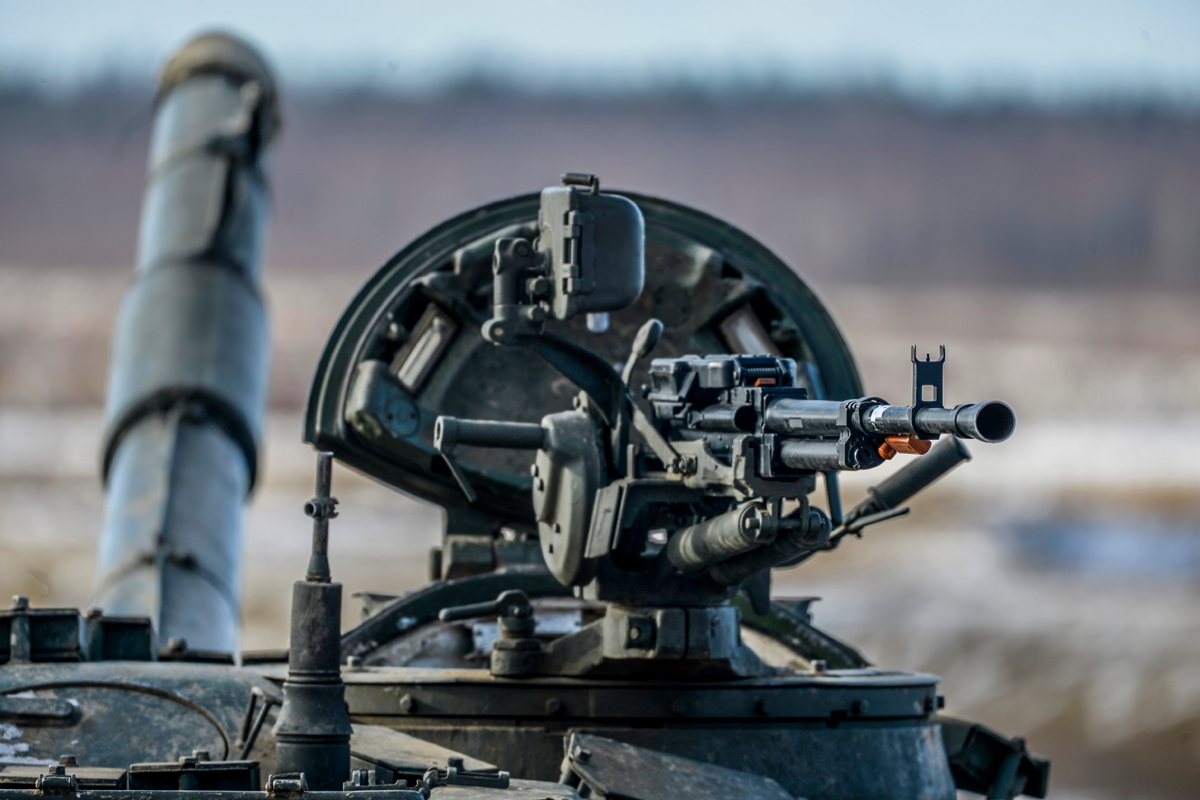

## 編制

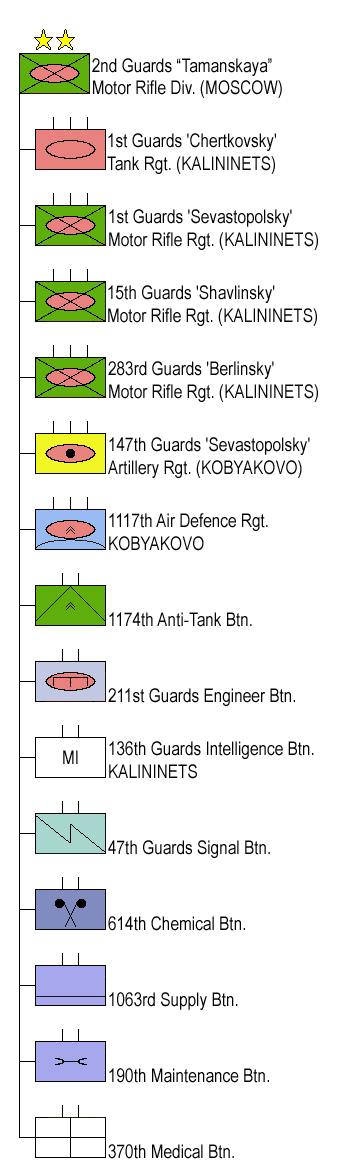
編制図

- 師団司令部（カリニネツ）
- 第1親衛自動車化狙撃連隊
- 第15親衛自動車化狙撃連隊
- 第283親衛自動車化狙撃連隊
- 第1親衛戦車連隊
- 第147親衛自走砲連隊
- 第1117高射ミサイル連隊
- 第1174独立対戦車砲大隊

- 第136独立親衛情報大隊
- 第211独立親衛工兵大隊
- 第47独立親衛通信大隊
- 第190独立整備大隊
- 第1063独立補給大隊
- 第614独立化学防護大隊
- 第370独立衛生大隊

## 出身者
- アレクサンドル・ドヴォルニコフ
- アンドレイ・モルドヴィチェフ
- ヴャチェスラフ・ボリソフ